# Wojciech Kaźmierczak (brydżysta)
Wojciech Kaźmierczak (ur. 16 lipca 1993) – polski brydżysta, Mistrz Międzynarodowy (PZBS), European Master (EBL), zawodnik drużyny AZS UW Technikum Gastronomiczne Warszawa.

## Wyniki brydżowe

### Zawody światowe
W światowych zawodach zdobył następujące lokaty:
| Mistrzostwa Świata. Konkurencja teamów | Mistrzostwa Świata. Konkurencja teamów | Mistrzostwa Świata. Konkurencja teamów     | Mistrzostwa Świata. Konkurencja teamów | Mistrzostwa Świata. Konkurencja teamów | Mistrzostwa Świata. Konkurencja teamów |
| Rok                                    | Miejsce                                | Zawody                                     | Kategoria                              | Drużyna                                | Pozycja                                |
| -------------------------------------- | -------------------------------------- | ------------------------------------------ | -------------------------------------- | -------------------------------------- | -------------------------------------- |
| 2012                                   | Taicang                                | 14. Drużynowe Mistrzostwa Świata Młodzieży | Młodzież szkolna                       | Poland                                 | 1                                      |
| 2011                                   | Opatija                                | 2. Światowy Kongres Młodzieży              | Juniorzy BAM                           | Poland                                 | 13                                     |
| 2011                                   | Opatija                                | 2. Światowy Kongres Młodzieży              | Juniorzy                               | Poland                                 | 16                                     |
| 2010                                   | Filadelfia                             | 13. Seria Mistrzostw Świata                | Młodzież Szkolna                       | Poland                                 | 1                                      |
| 2009                                   | Stambuł                                | 1. Światowy Kongres Młodzieży              | Juniorzy BAM                           | Poland                                 | 4                                      |
| 2009                                   | Stambuł                                | 1. Światowy Kongres Młodzieży              | Juniorzy                               | Poland                                 | 5                                      |

| Mistrzostwa Świata. Konkurencja par | Mistrzostwa Świata. Konkurencja par | Mistrzostwa Świata. Konkurencja par   | Mistrzostwa Świata. Konkurencja par | Mistrzostwa Świata. Konkurencja par | Mistrzostwa Świata. Konkurencja par |
| Rok                                 | Miejsce                             | Zawody                                | Kategoria                           | Partner                             | Pozycja                             |
| ----------------------------------- | ----------------------------------- | ------------------------------------- | ----------------------------------- | ----------------------------------- | ----------------------------------- |
| 2011                                | Opatija                             | 2. Światowy Kongres Młodzieży         | Juniorzy                            | Michał Gulczyński                   | 5                                   |
| 2009                                | Stambuł                             | 1. Światowy Kongres Młodzieży         | Juniorzy                            | Tomasz Maciej Jochymski             | 5                                   |
| 2006                                | Pieszczany                          | 6. Młodzieżowe Mistrzostwa Świata Par | Młodzież Szkolna                    | Arkadiusz Majcher                   | 30                                  |

### Zawody europejskie
W europejskich zawodach zdobył następujące lokaty:
| Zawody europejskie. Konkurencja teamów | Zawody europejskie. Konkurencja teamów | Zawody europejskie. Konkurencja teamów    | Zawody europejskie. Konkurencja teamów | Zawody europejskie. Konkurencja teamów | Zawody europejskie. Konkurencja teamów |
| Rok                                    | Miejsce                                | Zawody                                    | Kategoria                              | Drużyna                                | Pozycja                                |
| 2015                                   | Tromso                                 | 25. Młodzieżowe Mistrzostwa Europy Teamów | Junior                                 | Poland                                 | 1                                      |
| -------------------------------------- | -------------------------------------- | ----------------------------------------- | -------------------------------------- | -------------------------------------- | -------------------------------------- |
| 2013                                   | Wrocław                                | 24. Młodzieżowe Mistrzostwa Europy Teamów | Młodzież Szkolna                       | Poland                                 | 4                                      |
| 2011                                   | Albena                                 | 23. Młodzieżowe Mistrzostwa Europy Teamów | Młodzież Szkolna                       | Poland                                 | 1                                      |

| Zawody europejskie. Konkurencja par | Zawody europejskie. Konkurencja par | Zawody europejskie. Konkurencja par    | Zawody europejskie. Konkurencja par | Zawody europejskie. Konkurencja par | Zawody europejskie. Konkurencja par |
| Rok                                 | Miejsce                             | Zawody                                 | Kategoria                           | Partner                             | Pozycja                             |
| ----------------------------------- | ----------------------------------- | -------------------------------------- | ----------------------------------- | ----------------------------------- | ----------------------------------- |
| 2012                                | Vejle                               | 11. Młodzieżowe Mistrzostwa Europy Par | Młodzież Szkolna                    | Łukasz Witkowski                    | 1                                   |
| 2012                                | Vejle                               | 11. Młodzieżowe Mistrzostwa Europy Par | Miksty Młodzieżowe                  | Barbara Rosłon                      | 21                                  |
| 2010                                | Opatija                             | 10. Młodzieżowe Mistrzostwa Europy Par | Juniorzy                            | Tomasz Maciej Jochymski             | 18                                  |
| 2008                                | Wrocław                             | 9. Młodzieżowe Mistrzostwa Europy Par  | Młodzież Szkolna                    | Tomasz Maciej Jochymski             | 2                                   |